# Pimephales tenellus
Pimephales tenellus är en fiskart som först beskrevs av Girard, 1856.  Pimephales tenellus ingår i släktet Pimephales och familjen karpfiskar. Inga underarter finns listade i Catalogue of Life.